# Елени Цалигопулу
Елени Цалигопулу (на гръцки: Ελένη Τσαλιγοπούλου) е гръцка певица.

## Биография
Родена е на 11 април 1963 година в южния македонски град Негуш (на гръцки Науса), Гърция. Занимава се с музика още като дете заедно с брат си. Започва да учи в Гръцката консерватория и още като ученичка в 1985 година изнася първия си концерт в Солун. В следната 1986 година е забелязана от Йоргос Зигас в музикален клуб, който ѝ предлага да пее негови песни. Записаният албум се казва „Σώπα Κι Ακουσε“ (Млъкни и слушай) и в него участва и Йоргос Даларас. През зимата на 1987 година Манос Хадзидакис я кани да пее за Стаматис Спанодакис, а през лятото на същата година пее заедно с Йоргос Даларас на концерти из Гърция, Европа и Америка. През зимата на 1989 година пее в музикалните клубове „Метро“ и на концерти заедно с Даларас. В следната 1990 година издава втория си албум, озаглваен „Κορίτσι Και Γυναίκα“ (Момиче и жена) като музиката и текстовете са на Йоргос Андреу. Третият ѝ албум, озаглваен „Μισό Φεγγάρι“ (Полумесец) излиза в 1993 година и се състои от стари песни, аранжирани от Йоргос Андреу. В следната 1994 година издава четвърти албум, наречен „Καθρέφτες“ (Огледала), в който музката и текстовете са на Костас Калдарас. След това една година пее заедно с Димитра Галани, а в 1996 година с Йоргос Андреу на концерти из Гърция. Десетият ѝ албум „Αρζεντίνα“ (Аржентина) с музика и текстове отново на Андреу, излиза през декември 1996 година. След две години, в юни 1998 година издава шестия си албум „Στην εποχή του Ονείρου“ (В епохата на мечтите), който се състои от изпълнения наживо заедно с Даларас.

## Дискография
- 1986-Σώπα κι άκουσε
- 1990-Κορίτσι και γυναίκα
- 1992-Μισό φεγγάρι
- 1994-Καθρέφτες
- 1996-Αρζεντίνα
- 1998-Στην Εποχή του Ονείρου
- 1999-Αλλάζει κάθε που βραδιάζει
- 2001-Γλυκός πειρασμός
- 2002-Τραγούδια για ένα Καλοκαίρι
- 2003-Χρώμα
- 2005-Αγαπημένο μου Ημερολόγιο
- 2005-Κάθε τέλος και αρχή
- 2008-Best of/Σαν ψέματα
- 2011-Τα-Ρί-Ρα
- 2014- Μαζί (заедно с Мелина Кана)